# 高山岩男
高山 岩男（こうやま いわお、1905年（明治38年）4月18日 - 1993年（平成5年）7月7日）は、日本の哲学者。京都帝国大学教授・神奈川大学教授・日本大学教授・東海大学教授、秋田経済法科大学学長を歴任。

## 経歴
出生から修学期
1905年、山形県山形市で生まれた。1918年、山形県立山形中学校（現・山形県立山形東高等学校）に入学。1925年、山形高等学校を卒業。西田幾多郎、田辺元の著書に触発され、京都帝国大学文学部哲学科に入学。当時の文学部には西田幾多郎、波多野精一、田辺元、和辻哲郎らが教員として在籍しており、京都学派の全盛期であり、特に田辺から多大な影響を受けた。西田幾多郎からは俊秀と評され、京都帝国大学を首席卒業した。
哲学研究者として
1928年の卒業後は、第三高等学校講師に就いた。1933年からは京都帝国大学文学部講師を併任。1938年、京都帝国大学文学部助教授を命じられた。太平洋戦争のさなかの1942年から翌年にかけて『中央公論』誌上で、「世界史的立場と日本」座談会（「世界史的立場と日本」昭和17年1月号、「東亜共栄圏の倫理性と歴史性」昭和17年4月号、「総力戦の哲学」昭和18年1月号）を京都大学の同僚である高坂正顕、西谷啓治、鈴木成高と行った。戦争を大東亜共栄圏の建設という至上の理想、「近代の超克」のために止むを得ないものと肯定した。特に海軍に対し、協力的な姿勢を示した。陸軍に協力を強要されるくらいなら、よりリベラルな海軍と手を結んで、という彼らの思惑もその背後にはあった。
1945年、学位論文『哲学的人間学』を京都帝国大学に提出して文学博士の学位を取得。1945年3月に教授に昇格したが、1946年8月20日に公職追放の対象となり退官。
公職追放解除後
追放後は浜名湖の畔に隠遁しながら、静岡新聞の論壇欄の寄稿者となった。
1947年に追放が解除されると、神奈川大学学長・米田吉盛に請われ、神奈川大学法経学部教授に就任。神奈川大学教授に就いたのは、学長・米田吉盛の提唱した「質実剛健と積極進取、神大建学精神」の主張が、高山の「呼応の理論」に合致する内容であったことがきっかけであった。神奈川大在籍中に『宗教はなぜ必要か』（1953年）、『現代の不安と宗教』（1955年）、『協同社会の精神』（1955年）を発表。
1951年、後半生に提唱した『場所的論理と呼応の原理』を発表。月刊誌『心』（1948年-1981年）に常連参加した。1955年、日本大学法学部教授となった。日本大学教授在任時は左翼学生運動の過激化する時代背景にあって、『中立の過去と現在 国際的中立の研究』（1956年）、『保守主義と進歩主義』（1959年）、『国際的中立の研究』（1961年）を次々に発表。
1971年からは玉川大学文学部講師として出講。これは京都大学の同窓の小原國芳の依頼によるもので、広義の哲学的人間学、教育学への関心を深めた。その中心には、田辺元の「種の論理」に対して、自ら提唱した「場所的論理と呼応の原理」が据えられている。1974年、東海大学教授となった。1980年、秋田経済法科大学学長に就任。1993年に死去。

## 受賞・栄典
- 1988年：勲三等瑞宝章を受章。

## 研究内容・業績
専門は西洋哲学で、「文化類型学」、「哲学的人間学」などへと思索の領域を広げながら、歴史哲学へと対象を広げていった。京都学派の一人であり、高山・高坂・西谷・鈴木を総称して「京都学派四天王」と呼ばれた。京都大学在職時の教え子に、武内義範、大島康正、上山春平、辻村公一などがいる。
- 31歳の時に記した『ヘーゲル』は、高坂正顕著『カント』とともに、後に廣松渉によって、同時代の研究書として世界最高水準と評価され、両書が外国語で書かれなかったことを惜しまれた。

## 家族・親族
- 息子：高山武彦は日本製紙クレシア元社長。

## 著作
著書
- 『文化類型學の概念』(正・續) 信濃教育会 1933-34
- 『西田哲學』岩波書店 1935、改訂版 1948
  - 文庫化 角川文庫 1951、改版 1970
- 『ヘーゲル 西哲叢書』弘文堂 1936
- 『哲學的人間學』岩波書店 1938
- 『文化類型學』弘文堂 1939[6]
- 『續 西田哲學』岩波書店 1940
- 『文化類型學研究』弘文堂書房 1941
- 『我が國土と文化的精神』日本文化協會 1941
- 『世界史の哲學』岩波書店 1942
- 『日本の課題と世界史』弘文堂 1943
- 『文化國家の理念』秋田屋 1946
- 『所の論理』弘文堂 1947
- 『哲学の運命』玄林書房 1948
- 『哲学と哲学的実存』弘文堂 1948
- 『現代哲学の課題』秋田屋 1948
- 『理性・精神・実存』国立書院 1948
- 『辯證法入門』弘文堂 アテネ文庫 1949
- 『マルクシズムの超克』弘文堂 1949
- 『宗教 人間の求むる最後のもの』秀文館 1949
- 『哲学入門』弘文堂 アテネ文庫 1949
- 『実存哲學の話』宝文館 1949
- 『実存哲学』宝文館 1949
- 『哲学概説』弘文堂 アテネ新書 1950
- 『場所的論理と呼応の原理』弘文堂 1951
- 『道徳の危機と新倫理』創文社 1952
- 『宗教はなぜ必要か』創文社 1953（フォルミカ選書）
- 『二つの世界に抗して 文明の破局と人類の対決』中央公論社 1954
- 『ロシア共産主義について』エムエル出版社 1954
- 『現代の不安と宗教』創文社 1955
- 『協同社会の精神』協同組合懇話会 1955（協同主義叢書）
- 『中立の過去と現在 国際的中立の研究』大学出版協会 1956
- 『道徳とは何か 倫理学入門』創文社 1958
  - 新版 講談社 1983
  - 創文社オンデマンド叢書 - 電子書籍での再刊
- 『保守主義と進歩主義』日本文化連合会事務局 1959
- 『国際的中立の研究』日本文化連合会 1961
  - 再版 原書房 1980
- 『現代の政治・社会思想 社会科における取扱いに関連して』帝国地方行政学会 1964
- 『哲学とは何か』創文社 1967
- 『教育と倫理』創文社 1968
- 『実存哲学』宝文館出版 1969
- 『日本民族の心 文化類型学的考察』玉川大学出版部 1972
- 『没落の問題をめぐって 文明の哲学』東海大学出版会 1974
- 『教育哲学』玉川大学出版部 1976
- 『政治家への書簡 正・続』創文社 1979-84、のち創文社オンデマンド叢書
- 『教育者への書簡』玉川大学出版部 1979
- 『教育愛と教師の権威』玉川大学出版部 1982
- 『西田哲学とは何か』燈影舎(燈影撰書) 1988

以下没後刊行
- 『京都哲学の回想 旧師旧友の追憶とわが思索の軌跡』燈影舎(燈影撰書) 1995
- 『世界史の哲学』花澤秀文編、こぶし書房(こぶし文庫 29) 2001
- 『文化類型学・呼応の原理』(京都哲学撰書 15) 齋藤義一編、燈影舎 2001
- 『超近代の哲学』(京都哲学撰書 20) 花澤秀文編、燈影舎 2002
- 『西田幾多郎研究資料集成 第1・2巻 高山岩男集』小坂国継編・解説、クレス出版 2012

著作集
- 『高山岩男著作集』(全6巻) 玉川大学出版部 2007-2009

1. 第1巻『西田哲学』
2. 第2巻『哲学的人間学 ヘーゲル』
3. 第3巻『文化類型学』
4. 第4巻『世界史の哲学』
5. 第5巻『理性・精神・実存』
6. 第6巻『場所的論理と呼応の原理 教育哲学』

共著・編著
- 『世界史的立場と日本』中央公論社 1943（藤田親昌編、高坂正顕、西谷啓治、鈴木成高 との座談会）
- 『世界史の理論　世界史講座 1』西谷啓治ほか編、弘文堂書房 1944

- 『日本世界史　世界史講座 2』弘文堂書房 1944
- 『西田寸心先生片影』島谷俊三共編、黎明書房 1949
- 『哲学用語辞典』弘文堂 アテネ文庫 1950
- 『哲学年表』弘文堂 アテネ文庫 1951
- 『論理学』上田泰治共編、創文社 1952、のち創文社オンデマンド叢書
- 『新しい日本の進路』矢部貞治共編、勁草書房 1953
- 『教科書裁判と社会科教育』編者、時事通信社 1971
- 『新哲学年表』和田寛伸共編著、南窓社 1984、増補 2006

訳書
- 『スイスの兵制に関する研究』カール・ブルンネル著、防衛庁防衛局第二課 1955